# Oospora tenuis
Oospora tenuis är en svampart som först beskrevs av P. Mazé, och fick sitt nu gällande namn av Christine Marie Berkhout 1923. Oospora tenuis ingår i släktet Oospora och familjen Erysiphaceae.   Inga underarter finns listade i Catalogue of Life.